# 해리슨 슈미트
해리슨 헤이건 '잭' 슈미트 (Harrison Hagan "Jack" Schmitt, 1935년 7월 3일 ~ )은 미국의 지질학자이자 NASA 우주비행사, 대학 교수. 전 연방 상원의원이다. 지금껏 가장 최근에 달 표면에 갔다온 살아있는 사람 중 한 명으로도 유명하다. 또 아폴로 17호 승무원 중에서 가장 오래 살고 있는 사람이기도 하다.
1972년 12월 해리슨 슈미트는 아폴로 17호의 승무원으로서 달에 다녀왔고, NASA 최초의 과학자 출신 승조원이 될 수 있었다. 아폴로 17호는 아폴로 계획의 마지막 프로젝트였기 때문에, 열두번째로 달표면을 걸어본 사람이자 두번째로 젊은 사람, 동시에 마지막에서 두번째로 달표면에 발을 디뎌본 사람이 되었다 (가장 마지막은 유진 서넌 사령관으로, 슈미트는 서넌 사령관이 나오기 직전에 먼저 디뎠다). 슈미트는 또한 지구 저궤도 너머 달을 방문해본 최초이자 유일한 이공계 교수로 남아 있다. 원래는 지질학계에서 큰 영향력 있던 교수로서 동료 지질학자들은 아폴로 프로그램 합류를 지지하기도 하였다. 또 아폴로 미션을 준비하기 전에는 달표면을 방문하는 아폴로 조종사들을 훈련하는 역할을 맡았던 과학자 중 한명이기도 했다.
슈미트는 1975년 8월 나사에 퇴직서를 내고 미국 상원의 뉴멕시코 지역구 상원의원 출마에 나섰다. 이듬해 1976년 미국 상원의원 선거에서 공화당 후보로 나서 3연임을 노리던 민주당의 조지프 몬토야 현 의원을 누르고 당선되었으나, 1982년 미국 상원의원 선거에서는 민주당의 제프 빙어맨 후보에게 다시 패해 재선에는 실패했다.

## 역대 선거 결과
| 선거명      | 직책명                    | 대수 | 정당   | 득표율 | 득표수    | 결과 | 당락                     |
| ----------- | ------------------------- | ---- | ------ | ------ | --------- | ---- | ------------------------ |
| 1976년 선거 | 상원의원 (뉴멕시코 제1부) | 95대 | 공화당 | 56.82% | 234,681표 | 1위  | 뉴멕시코주 상원의원 당선 |
| 1982년 선거 | 상원의원 (뉴멕시코 제1부) | 98대 | 공화당 | 46.23% | 187,128표 | 2위  | 낙선                     |